# Эль-Шафей, Исмаил
Исмаил Адли эль-Шафей (араб. إسماعيل الشافعي‎; р. 15 ноября 1947, Каир) — египетский теннисист. Победитель Уимблдонского турнира 1964 года среди юношей, победитель 10 открытых теннисных турниров в одиночном и парном разряде.

## Биография
Исмаил эль-Шафей, чей отец Адли раньше выступал за национальную сборную в Кубке Дэвиса, начал играть в теннис в шесть лет, а в пятнадцать уже в ранге чемпиона Египта принял участие в своём первом матче Кубка Дэвиса. В том же году он стал вице-чемпионом Уимблдонского турнира среди юношей, а через год выиграл этот турнир, победив в финале советского представителя Владимира Короткова.
В 1967 году эль-Шафей дважды дошёл до финала международных любительских турниров — сначала в Каире, где по пути в финал победил будущую первую ракетку мира Илие Настасе, а затем на любительском чемпионате Азии после победы над бразильцем Томасом Кохом. В финале чемпионата Азии он уступил лидеру советского тенниса Александру Метревели.
После начала Открытой эры в теннисе в 1968 году эль-Шафей, окончивший к тому моменту факультет экономики и политологии Каирского университета, участвовал как в любительских, так и в открытых турнирах, в первую очередь под эгидой профессиональной ассоциации World Championship Tennis (WCT). В 1968 году он стал чемпионом Германии на крытых кортах, а на следующий год выиграл Международный чемпионат Каира и дошёл до финала чемпионата США на крытых кортах, проиграв там одному из сильнейших американских мастеров — действующему чемпиону США и обладателю Кубка Дэвиса Стэну Смиту.
Начиная с 1970 года эль-Шафей появлялся в финалах профессиональных турниров, первым из которых стал чемпионат США среди профессионалов, где в паре с датчанином Ульрихом Торбеном египтянин проиграл именитейшим австралийцам Роду Лейверу и Рою Эмерсону. В дальнейшем его партнёром в основном был новозеландец Брайан Фэрли, с которым они 16 раз доходили до финала открытых турниров, выиграв четыре из них. Первые титулы в профессиональных турнирах эль-Шафей завоевал в 1974 году, победив за осень в трёх турнирах в парном разряде и в одном — в одиночном. В общей сложности за время выступлений он выиграл один профессиональный турнир в одиночном и девять в парном разряде, последний титул завоевав в 1981 году. Трижды он побеждал в парном разряде у себя на родине, в Открытом чемпионате Каира. В рейтинге Ассоциации теннисистов-профессионалов он поднимался до 34-го места в одиночном и до 26-го места в парном разряде.
Хотя эль-Шафей не добивался особенно громких успехов в турнирах Большого шлема, можно отметить его успешную игру на Уимблдоне, где он дошёл до четвертьфинала как в одиночном, так и в парном разряде. Путь эль-Шафея в четвертьфинал Уимблдонского турнира 1974 года был отмечен победами над недавними победителем и финалистом Открытого чемпионата Франции — Бьорном Боргом и Мануэлем Орантесом, — после чего египтянин проиграл Стэну Смиту. Поражение 18-летнего Борга от эль-Шафея в 1974 году оказалось одним из немногих в его уимблдонской карьере (кроме эль-Шафея, Борга обыгрывали на Уимблдоне только три соперника). В 1981 году эль-Шафей и британец Джон Фивер дошли до четвертьфинала Уимблдонского турнира после побед над такими парами, как посеянные тринадцатыми Павел Сложил и Томаш Шмид из Чехословакии и посеянные восьмыми Брайан Готтфрид и Рауль Рамирес (двукратные победители Итогового турнира WCT).
После окончания игровой карьеры Исмаил эль-Шафей возглавлял Федерацию тенниса Египта, а позже стал председателем Тренерской комиссии Международной федерации тенниса (ITF). Он женат с 1970 года, и от жены Ноши у него трое детей — дочь Дина и сыновья Адли и Шахер. Все трое детей и пять внуков Исмаила эль-Шафея играют в теннис как любители.

## Участие в финалах открытых турниров (с 1968 года)

### Одиночный разряд (1+1)
| Результат | Дата        | Турнир                       | Покрытие | Соперник в финале | Счёт в финале      |
| --------- | ----------- | ---------------------------- | -------- | ----------------- | ------------------ |
| Победа    | 16 ноя 1974 | Манила, Филиппины            | Хард     | Ганс-Юрген Поман  | 7-6, 6-1           |
| Поражение | 21 ноя 1977 | Тайбэй, Китайская Республика | Хард     | Тим Галликсон     | 7-6, 5-7, 6-7, 4-6 |

### Парный разряд (27)

#### Победы (9)
| №  | Дата        | Турнир                     | Покрытие | Партнёр         | Соперники в финале                | Счёт в финале |
| -- | ----------- | -------------------------- | -------- | --------------- | --------------------------------- | ------------- |
| 1. | 22 апр 1974 | Сент-Луис, США             | Грунт    | Брайан Фэрли    | Росс Кейс Джефф Мастерс           | 7-6, 6-7, 7-6 |
| 2. | 27 окт 1974 | Крайстчерч, Новая Зеландия |          | Роско Таннер    | Сид Болл Рэй Раффлз               | без игры      |
| 3. | 3 ноя 1974  | Джакарта, Индонезия        | Хард     | Роско Таннер    | Ганс-Юрген Поман Юрген Фассбендер | 7-5, 6-3      |
| 4. | 18 окт 1976 | Australian Indoors, Сидней | Хард     | Брайан Фэрли    | Сид Болл Ким Уорик                | 7-5, 6-7, 7-6 |
| 5. | 4 июл 1977  | Ньюпорт, США               | Трава    | Брайан Фэрли    | Тим Галликсон Том Галликсон       | 6-7, 6-3, 7-6 |
| 6. | 12 мар 1978 | Каир, Египет               | Грунт    | Брайан Фэрли    | Лито Альварес Джордж Харди        | 6-3, 7-5, 6-2 |
| 7. | 3 мар 1980  | Каир (2)                   | Грунт    | Том Оккер       | Кристоф Фрейсс Бернар Фриц        | 6-3, 3-6, 6-3 |
| 8. | 7 июл 1980  | Гштад, Швейцария           | Грунт    | Колин Даудсвелл | Ким Уорик Марк Эдмондсон          | 6-4, 6-4      |
| 9. | 9 мар 1981  | Каир (3)                   | Грунт    | Балаж Тароци    | Паоло Бертолуччи Джанни Оклеппо   | 6-7, 6-3, 6-1 |

#### Поражения (18)
| №   | Дата        | Турнир                           | Покрытие | Партнёр       | Соперники в финале             | Счёт в финале |
| --- | ----------- | -------------------------------- | -------- | ------------- | ------------------------------ | ------------- |
| 1.  | 10 авг 1970 | Бостон, США                      | Хард     | Ульрих Торбен | Род Лейвер Рой Эмерсон         | 1-6, 6-7      |
| 2.  | 25 сен 1972 | Лос-Анджелес, США                | Хард     | Брайан Фэрли  | Панчо Гонсалес Джимми Коннорс  | 3-6, 6-7      |
| 3.  | 2 окт 1972  | Аламо, Калифорния, США           |          | Брайан Фэрли  | Том Оккер Марти Риссен         | 6-7, 4-6      |
| 4.  | 6 ноя 1972  | Гётеборг, Швеция                 | Ковёр    | Брайан Фэрли  | Том Оккер Марти Риссен         | 2-6, 6-7      |
| 5.  | 26 фев 1973 | Чикаго, США                      | Ковёр    | Брайан Фэрли  | Кен Розуолл Фред Столл         | 7-6, 4-6, 2-6 |
| 6.  | 9 апр 1973  | Кливленд, США                    | Ковёр    | Брайан Фэрли  | Кен Розуолл Фред Столл         | 2-6, 3-6      |
| 7.  | 12 авг 1973 | Клеммонс, Северная Каролина, США |          | Брайан Фэрли  | Боб Кармайкл Фрю Макмиллан     | 3-6, 4-6      |
| 8.  | 18 янв 1975 | Балтимор, США                    | Ковёр    | Фрю Макмиллан | Дик Крили Рэй Раффлз           | 4-6, 3-6      |
| 9.  | 21 апр 1975 | Шарлотт, США                     | Грунт    | Брайан Фэрли  | Патрисио Корнехо Хайме Фильоль | 3-6, 7-5, 4-6 |
| 10. | 9 мар 1976  | Мехико, Мексика                  | Грунт    | Брайан Фэрли  | Брайан Готтфрид Рауль Рамирес  | 4-6, 6-74     |
| 11. | 11 окт 1976 | Брисбен, Австралия               | Трава    | Брайан Фэрли  | Сид Болл Ким Уорик             | 4-6, 4-6      |
| 12. | 25 окт 1976 | Перт, Австралия                  | Хард     | Боб Кармайкл  | Дик Стоктон Роско Таннер       | 7-6, 1-6, 2-6 |
| 13. | 1 ноя 1976  | Открытый чемпионат Японии, Токио | Грунт    | Брайан Фэрли  | Боб Кармайкл Кен Розуолл       | 4-6, 4-6      |
| 14. | 10 июл 1978 | Цинциннати, США                  | Грунт    | Брайан Фэрли  | Джин Майер Рауль Рамирес       | 3-6, 3-6      |
| 15. | 6 авг 1978  | Новый Орлеан, США                | Ковёр    | Брайан Фэрли  | Эрик ван Диллен Дик Стоктон    | 6-7, 3-6      |
| 16. | 26 фев 1979 | Лагос, Нигерия                   | Хард     | Петер Файгль  | Джоэль Бейли Брюс Клидж        | 4-6, 7-6, 3-6 |
| 17. | 17 сен 1979 | Палермо, Италия                  | Грунт    | Джон Фивер    | Питер Макнамара Пол Макнами    | 5-7, 6-7      |
| 18. | 14 дек 1981 | София, Болгария                  | Ковёр    | Ричард Мейер  | Иржи Гранат Томас Эммрих       | 6-7, 6-2, 4-6 |